# Simon Rex
Simon Rex, celým jménem Simon Rex Cutright, (* 20. července 1974 San Francisco) je americký rapper, také herec a bývalý model.

## Život
V roce 1999 se začal věnovat herectví. Nejdříve hrál jen v několika seriálech, poté ve filmech, jako třeba Scary Movie 3, Scary Movie 4, Scary Movie 5, Hladová noc nebo Superhrdina.
Později se začal věnovat rapu, zvolil si umělecké jméno Dirt Nasty a založil skupinu Dyslexic Speedreaders. V roce 2007 vydal své debutové album.
Jeho náboženské vyznání je židovství.

## Diskografie
- Catching Up to Wilt (společně s Mickeym Avalonem, Andre Legacym, a Beardom) (2004)
- Dirt Nasty (2007)
- Shoot to Kill (with Mickey Avalon, Andre Legacy, and Beardo) (2008)
- The White Album (2010)
- Nasty as I Wanna Be (2011)
- ¡Three Loco! (with Andy Milonakis and RiFF RaFF) (2012)
- Palatial (2013)
- Frosty da Blowman (2008)